# Unidad de Restricción Sobrehumana
La (Anti-) Unidad de Restricción Sobrehumanaes una unidad ficticia de operaciones especiales de S.H.I.E.L.D. que aparece en los cómics estadounidenses publicados por Marvel Comics, diseñados por el dibujante Howard Chaykin.

## Historia

### Escarabajos
La primera aparición de una unidad de sujeción sobrehumana blindada en el Universo Marvel fue en The Mighty World Of Marvel de Marvel UK, durante los eventos del arco argumental Jaspers' Warp que involucra a Brian Braddock como el Capitán Britania. El loco deformador de la realidad, Mad Jim Jaspers, es el Primer Ministro del Reino Unido y convirtió al Reino Unido en un estado fascista,y aplicó la "Legislación de Super-Héroes" utilizando agentes blindados de S.T.R.I.K.E. (la división británica de S.H.I.E.L.D.) para cazar y detener a superhumanos dentro del Reino Unido. Estos agentes anti-sobrehumanos fueron llamados escuadrones "Escarabajos" debido a sus cascos con forma de cabeza de escarabajo y fueron mejor conocidos por matar a tiros a Tom Lennox, el amante de Betsy Braddock.

### Cape-Killers
Los Cape-Killers(a veces escrito Capekiller) son agentes de S.H.I.E.L.D. equipados con trajes blindados durante los eventos del crossover Civil War de Marvel Comics, donde estos agentes fueron enviados para traer superhéroes rebeldes.El gobierno de los Estados Unidos aprobó la Ley de Registro de Superhumanos,para hacer cumplir la ley. Estos soldados de infanteríade S.H.I.E.L.D., conocida como Unidad de Restricción (Anti-) Superhumana y más comúnmente Cape-Killers, se distribuyeron en los cómics de Marvel y entraron en conflicto con varios individuos con superpoderes durante todo el evento. Los Cape-Killers usan armadura y hardware diseñado por Industrias Stark.La armadura de los Cape-Killers tiene dos estilos diferentes de casco (un casco estilo Riotsquad,y un casco con máscara de gas estilo filtro) así como trajes que están equipados con sistemas de comunicación internos,y discos flotantes que dan a los usuarios la capacidad de volar (que se han visto en varios cómics),y diversas armas de fuego que disparaban dardos tranquilizantes,aunque más tarde se ha demostrado que utilizan armas láser paralizadoras genéticas.Se ha demostrado que las debilidades de los trajes blindados de los Cape-Killers son susceptibles a sobretensiones en varios aspectos,y el ex-director de S.H.I.E.L.D. Nick Fury desarrollaría más tarde un dispositivo que transmitía un pulso de sobrecarga electromagnética, transmitido directamente a sus sistemas de comunicaciones, que apagaba sus trajes y freía sus sistemas eléctricos y que, según se demostró, derribaba a varios miembros de la unidad a la vez.También se muestra que hay un código de anulación utilizado por el diseñador desilusionado de los Cape-Killers en su piloto de palma de alta tecnología que puede congelar sus trajes.Los Cape-Killers se ven en el arco de la historia posterior de la Iniciativa, así como en la historia de la Invasión Secreta, hasta ser descontinuado por el comandante de H.A.M.M.E.R. Norman Osborn.

## Equipos y miembros conocidos

### Cape-Killers
- 9-6 - un equipo de recuperación de héroes sin licencia.[15]
- Agente Abrams - el líder de una unidad para capturar a Robert "Nitro" Hunter que fracasó y murió cuando quedaron atrapados en una explosión generada por Nitro.[2]
- Agente Cleery[10]
- Agente Doug ??? y otro Cape-Killer - Seguridad par el mercado de agricultores de Santa Mónica.[16]
- Aerial Company C & Aerial Company E - publicadas en el área de Manhattan, siguen los acontecimientos de World War Hulk.[17]
- Dum Dum Dugan[9][5]
- Unidad de Fuerza 9[13] - Guardia de la Torre de los Vengadores.[6]
- Mayor Tom Aramaki - el líder de una unidad de mechas.[18]
- Equipo Cobra[12] -  que incluía al comandante Gabriel Jones y al agente Whitman.
- Equipo 1 & Equipo 2 - asignados al Edificio Baxter.[19]
- Especial Agente Marquez y su compañera Agente McAllister[20]

## En otros medios

### Televisión
Una variación de la Unidad de Restricción Sobrehumana aparece en los episodios de Avengers Assemble "Civil War, Part 2: The Mighty Avengers" y "Civil War, Part 3: The Drums of War". Esta versión, diseñada por Truman Marsh, consta de un traje de batalla Iron Patriot del tamaño de un robot y centinelas verdes y amarillos no tripulados.

### Videojuegos
La Unidad de Restricción Sobrehumana aparece en Marvel: Ultimate Alliance 2, como enemigos si el jugador elige el lado Anti-Registro de la historia y como aliados si el jugador elige el lado Pro-Registro de la historia.